# Keno

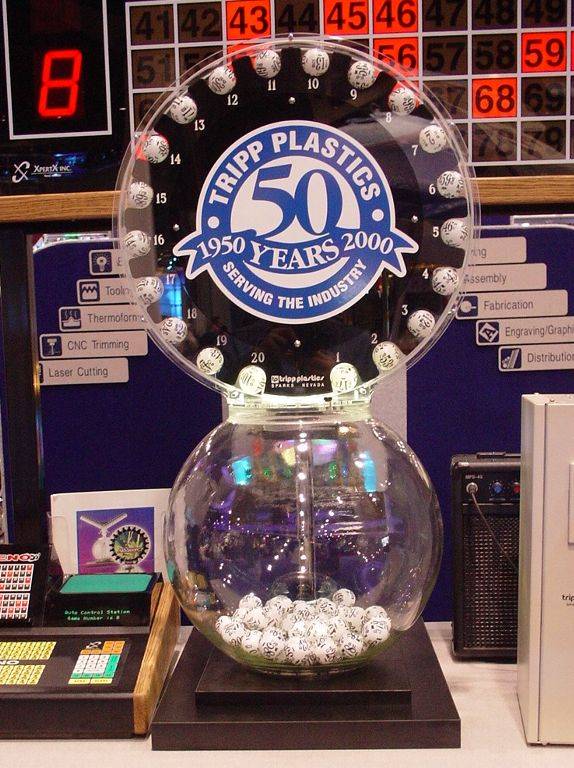
Exemplo de uma tômbola de Keno em Las Vegas.

O Keno é um jogo de loteria muito popular nos casinos modernos, e utilizado igualmente nas loterias estatais. 
Num casino tradicional, o jogo do Keno é composto por uma tômbola com 80 bolas numeradas. Os jogadores marcam nos seus cartões (numerados de 1 a 80) alguns dos números. O montante de números marcados varia de casino para casino, mas geralmente varia entre um e quinze.[carece de fontes?]
Da tômbola extrai-se um total de 20 bolas. Os jogadores são pagos de acordo com a coincidência dos seus números marcados no cartão e dos números extraídos. Quantos mais números coincidirem, maior é o prémio atribuído .
Nos casinos online, o jogo de Keno é geralmente apresentado num ecrã que contém a tômbola, e o cartão, que é marcado aleatoriamente ou através do clique no mouse do computador. Os números sorteados na tômbola são marcados diretamente no cartão, o que torna o jogo mais rápido.[carece de fontes?]

## História
Apesar de se acreditar que a palavra “Keno” tem origem no francês (“quine”) e no Latim (“quini”), com o significado de “cinco números vencedores” em ambas as línguas, a verdade é que este jogo tem provavelmente as suas origens na China. Diz a lenda que a invenção do jogo salvou uma cidade antiga em tempo de guerra, e sua ampla popularidade ajudou a arrecadar fundos para construir a Grande Muralha da China. Na China moderna, a ideia de usar loterias para financiar uma instituição pública não foi aceita antes do final do século XIX.
Foram os emigrantes chineses que terão divulgado o Keno no mundo Ocidental, durante o século XIX, época em que muitos imigrantes chineses trabalhavam na construção da primeira ferrovia transcontinental nos Estados Unidos da América. [carece de fontes?]
Os chineses jogaram o jogo usando folhas impressas com caracteres chineses, geralmente os primeiros 80 caracteres do Thousand Character Classic, dos quais os personagens vencedores foram selecionados. Eventualmente, os imigrantes chineses introduziram o keno nos Estados Unidos no século 19, onde o nome foi ocidentalizado em boc hop bu  e puck-apu. Em 1866, já havia se tornado um jogo de azar amplamente popular em Houston, Texas, sob o nome de keno.

## Probabilidade
A probabilidade de ganhar no jogo de keno depende do número de escolhas que você faz e do número de acertos, multiplicado pelo valor que você apostou no jogo com a tabela de prêmios desse jogo. Na realidade, quanto mais números você acertar, maior será o prêmio que você receberá. No entanto, em alguns jogos, também pode haver prêmios para acertos menores. Por exemplo, é comum os cassinos oferecerem prêmios de até $500 ou até $1000 para não acertar nenhum número em um conjunto de 20 números, com uma aposta de $5.00.
A probabilidade de um jogador acertar os 20 números em um bilhete de 20 números é cerca de 1 em 3.5 quintilhões (1 em 3,535,316,142,212,180,000).
| Hits | Probability                          |
| ---- | ------------------------------------ |
| 0    | 1 in 843.380 (0.11857057%)           |
| 1    | 1 in 86.446 (1.15678605%)            |
| 2    | 1 in 20.115 (4.97142576%)            |
| 3    | 1 in 8.009 (12.48637168%)            |
| 4    | 1 in 4.877 (20.50318987%)            |
| 5    | 1 in 4.287 (23.32807380%)            |
| 6    | 1 in 5.258 (19.01745147%)            |
| 7    | 1 in 8.826 (11.32954556%)            |
| 8    | 1 in 20.055 (4.98618021%)            |
| 9    | 1 in 61.420 (1.62814048%)            |
| 10   | 1 in 253.801 (0.39401000%)           |
| 11   | 1 in 1,423.822 (0.07023351%)         |
| 12   | 1 in 10,968.701 (0.00911685%)        |
| 13   | 1 in 118,084.920 (0.00084685%)       |
| 14   | 1 in 1,821,881.628 (0.00005489%)     |
| 15   | 1 in 41,751,453.986 (0.00000240%)    |
| 16   | 1 in 1,496,372,110.872 (0.00000007%) |
| 17   | 1 in 90,624,035,964.712              |
| 18   | 1 in 10,512,388,171,906.553          |
| 19   | 1 in 2,946,096,785,176,811.500       |
| 20   | 1 in 3,535,316,142,212,173,800.000   |

As probabilidades mudam significativamente com base no número de pontos e números escolhidos em cada bilhete.